# Efraim Kishón
Efraim Kishón (en hebreo: אפרים קישון; nacido como Ferenc Hoffmann en Budapest, Hungría el 23 de agosto de 1924 - fallecido en Appenzell, Suiza, el 29 de enero del 2005), escritor, humorista satírico, dramaturgo y cineasta israelí. Fue el primer director de cine israelí cuyas películas fueron nominadas al Oscar y ganaron el Globo de Oro (Sallah Shabati en 1965 y Ha-Shoter Azulai en 1972). En el 2002 recibió el Premio Israel por sus aportes a la sociedad.

## Biografía
Judío asquenazí, su padre fue un director de banco de familia completamente asimilada, por lo que no llegó a aprender ni yiddish ni hebreo hasta mucho tiempo después. Pasó la mayor parte de su juventud en diversos escondites por miedo de los nazis, pero al fin lo condujeron a varios campos de concentración en 1944, especialmente el esloveno de Jelšava, librándose por milagro del exterminio: como jugaba bien al ajedrez y el jefe del campo quería dominar este juego, le fue diferida la muerte y él tuvo tiempo para escapar en 1945 en un convoy de transporte hacia la Polonia ocupada. Vuelto a Budapest, allí encontró escondida a su familia gracias a un vecino piadoso, un Justo entre las Naciones, que le suministró falsos documentos de identidad con los que pudo vivir bajo el nombre de "Stanko Andras", obrero eslovaco.
Tras la Segunda Guerra Mundial cambió su apellido de Hoffmann a Kishont para ocultar su origen alemán y regresó a Hungría para estudiar orfebrería y escultura en metal, así como historia del arte, y escribir artículos humorísticos en una revista del régimen estalinista. En 1949 emigró a Israel para huir del régimen comunista y un agente de migración le dio el nombre de Ephraim Kishon.
Cuando llegó a Israel tuvo que vivir en el campo para refugiados "Antesala del Hogar", y luego se estableció en el kibbutz Kfar Hachoresh, cerca de Nazareth, donde aprendió hebreo con tanta desesperación como rapidez, hasta el punto de poder redactar textos en esa lengua. Su primer éxito fue Mire atrás, señora Lot, considerado libro del mes por el New York Times en la traducción de Jochanan Goldmann. Destacaba sobre todo por el toque costumbrista de su humor, que describe con mucha gracia y afecto la vida familiar y cotidiana en Israel. Escribió 70 libros (50 originalmente en hebreo y el resto en alemán), superventas en los 37 idiomas a que fue traducido. Ha vendido un total de 43 millones de ejemplares. También escribió piezas teatrales, musicales y guiones cinematográficos. Su libro de humor Mi familia al derecho y al revés es el libro hebreo más traducido después de la Biblia. Como director su película más famosa es The big dig (1969), una desternillante sátira de la burocracia desde el punto de vista de un lunático. 
Su primer matrimonio fue en 1946 con Eva (Chawa) Klamer, pero acabó en divorcio porque no la soportaba. En 1959, se casó con su segunda esposa, Sara (Lipovitz, de soltera), "la esposa entre las esposas", con quien tuvo tres hijos: Raphael (n. 1957), Amir (n. 1963) y Renana (n. 1968). Sara falleció en 2002. Un año después, en 2003, se casó con la escritora austríaca Lisa Witasek.

## Carrera Literaria
Después de haber obtenido una maestría en hebreo, Kishon comenzó a escribir de manera regular una columna satírica en ese idioma en el diario Omer, a dos años de su llegada a Israel. A partir de 1952, escribió la columna “Had Gadya” en el diario Ma’ariv, enfocada a la sátira política y social, aunque también incluía ensayos de puro humor, y con ella se convirtió en uno de los escritores más populares del país. Su ingenio extraordinario, tanto en el uso de la lengua como en la creación de personajes, quedó demostrado también en la creación de innumerables números musicales para revistas teatrales.
Las colecciones de sus escritos humorísticos han aparecido en hebreo y en otros idiomas. Sus trabajos se tradujeron a 37 idiomas y fueron especialmente populares en Alemania. Kishon, que rechazaba la idea de culpa universal por el Holocausto, contaba con muchos amigos alemanes. En alguna ocasión dijo: “Me llena de satisfacción ver cómo los nietos de quienes alguna vez fueron verdugos nazis hacen largas filas para comprar mis libros”. Friedrich Torberg tradujo al alemán las obras de Kishon hasta que falleció 1979, y desde entonces fue el mismo Kishon quien escribió directamente en alemán.

## Ajedrez
Efraim Kishon fue un gran entusiasta del ajedrez durante toda su vida y sintió un gran interés por los programas electrónicos de ajedrez. En 1990, la fabricante de computadoras alemana Hegener & Glaser junto con Fidelity produjo el Kishon Chesster, un programa de ajedrez que se distinguía por los comentarios hablados jocosos que aparecían durante las partidas. Kishon escribió esos comentarios, que fueron cuidadosamente seleccionados para ser insertados según la posición de las piezas durante las partidas.

## Residencia en Suiza
En 1981 Kishon se instaló en el cantón rural suizo de Appenzell, pues se sentía como un extraño poco apreciado en Israel y pensaba que algunos de los nacidos en Israel lo rechazaban por ser un inmigrante húngaro, fuera de que en los círculos literarios era menospreciado por ser un humorista. Kishon se volvió cada vez más conservador y continuó ofreciendo un firme apoyo al Sionismo.

## Premios
A lo largo de los años, Kishon ganó numerosos premios, incluyendo el Premio Nordau por Literatura (1953), el Premio Sokolov por Periodismo (1958) y el Premio Kinor David (1964), todos ellos en Israel. En marzo de 2002, Kishon recibió el Premio Israel de logros en vida, el más alto reconocimiento cultural del país. Kishon comentó: “He ganado el Premio Israel, a pesar de que soy pro-israelí. Es casi como un indulto estatal. Por lo general, dan este premio a algún progre que ama a los palestinos y odia a quienes viven en los asentamientos”. También recibió en 2001 el Premio Münchhausen y fue nominado a los Premios de la Academia en un par de ocasiones en la categoría de "mejor film extranjero" y en otras tres ocasiones a los Globos de oro.
Premios Óscar
| Año  | Categoría                          | Película         | Resultado |
| ---- | ---------------------------------- | ---------------- | --------- |
| 1965 | Mejor película de habla no inglesa | Sallah Shabati   | Nominado  |
| 1972 | Mejor película de habla no inglesa | HaShoter Azoulay | Nominado  |

## Obras
- Mi familia al derecho y al revés, 1977, traducido al español en Barcelona: Plaza y Janés, 1979.
- Su reputación lo precede (1953)
- Ha-Ketubbah (1953)
- Take the plug out (1968)
- Oh, oh, Juliet (1972)
- "Wise guy,Solomon" (1973)
- Salah Shabati, el musical (1988)

Sus sketches y obras han aparecido en los escenarios y canales de televisión de numerosos países.

## Filmes
Kishon escribió, dirigió y produjo varios filmes, incluyendo:
- Sallah Shabati (1964)
- Ervinka (1967)
- Blaumilch Canal, conocida también como The Big Dig (1969)
- El policía, o por su nombre en hebreo Ha-Shoter Azoulay, conocida e otros países como The Policeman (1971)
- The Fox in the Chicken Coop (1978)

## Muerte
Kishon murió en Suiza a los 80 años, aparentemente por un ataque cardíaco. Su cuerpo fue trasladado a Israel y enterrado en el cementerio de los artistas en Tel Aviv.